# كوبلاند بريان
كوبلاند بريان (بالإنجليزية: Copeland Bryan)‏ هو لاعب كرة قدم أمريكية أمريكي، ولد في 14 يوليو 1983 في سان خوسيه في الولايات المتحدة.

## وصلات خارجية
- كوبلاند بريان على موقع مرجع كرة القدم المحترفة.كوم (الإنجليزية)